# Gianfrancesco Barbarigo
Gianfrancesco Barbarigo (Venezia, 29 aprile 1658 – Padova, 26 gennaio 1730) è stato un cardinale e vescovo cattolico italiano.

## Biografia

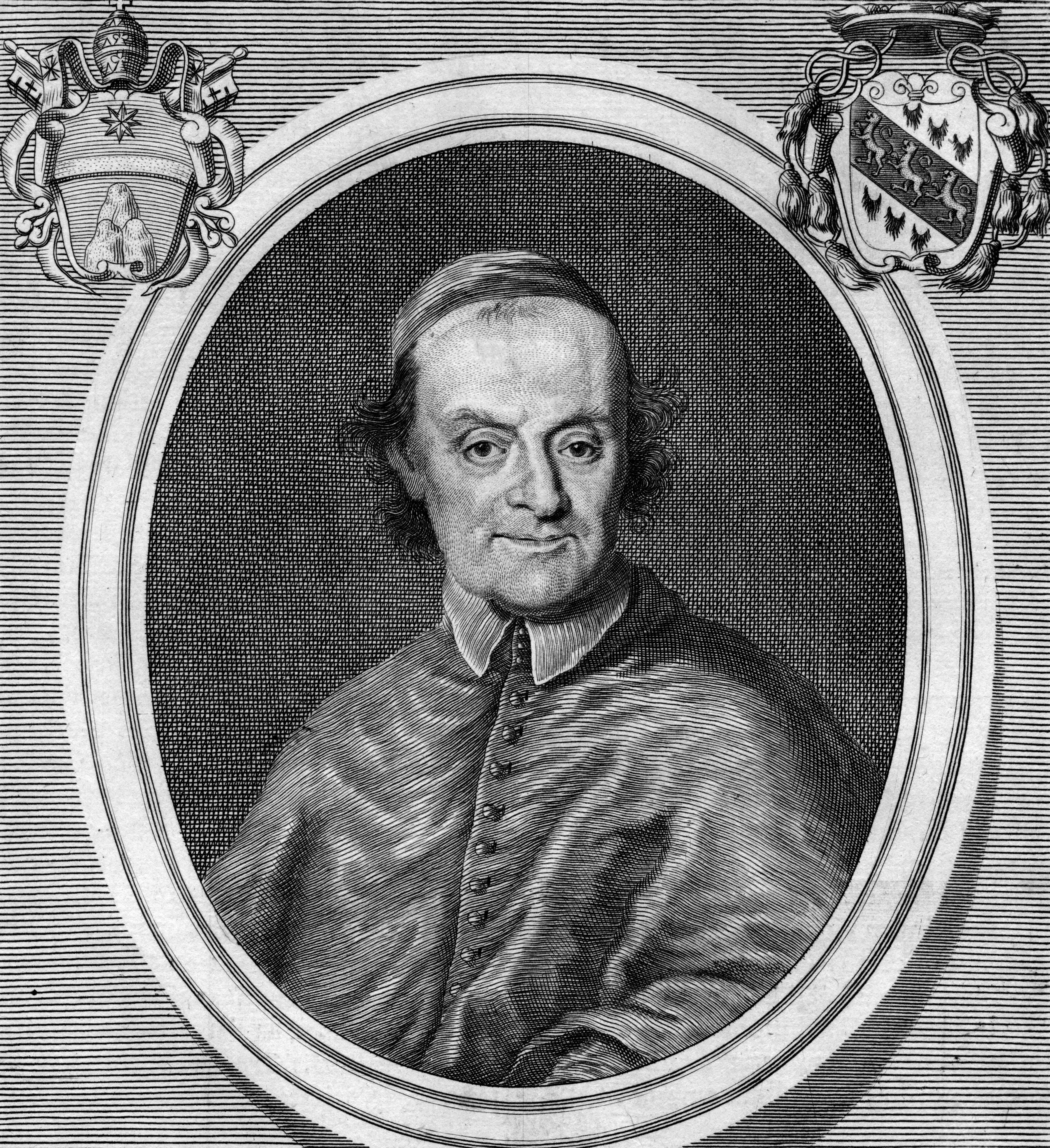
Ritratto del cardinale in una stampa dell'epoca

Nacque a Venezia da una nobile famiglia del patriziato veneto; era nipote di San Gregorio Barbarigo.
Dal 21 luglio 1698 fu per sedici anni vescovo di Verona, fino a quando, il 25 agosto 1714 fu trasferito alla diocesi di Brescia, in seguito alla morte del cardinale Giovanni Alberto Badoer. Subentrò a questi anche come abate commendatario dell'abbazia di Santa Maria in Silvis, a Sesto al Reghena, carica che mantenne fino al 1717.
Fu creato cardinale in pectore da papa Clemente XI nel concistoro del 29 novembre 1719 e pubblicato il 30 settembre 1720. Il 20 giugno 1721 ricevette il titolo dei Santi Marcellino e Pietro.
Il 20 gennaio 1723 fu nuovamente trasferito alla diocesi di Padova dove morì nel 1730. Durante gli anni trascorsi a Padova si fece strenuo sostenitore della causa di beatificazione dello zio.

## Genealogia episcopale e successione apostolica
La genealogia episcopale è:
- Cardinale Juan Pardo de Tavera
- Cardinale Antoine Perrenot de Granvelle
- Vescovo Frans van de Velde
- Arcivescovo Louis de Berlaymont
- Vescovo Maximilien Morillon
- Vescovo Pierre Simons
- Arcivescovo Matthias Hovius
- Arcivescovo Jacobus Boonen
- Arcivescovo Gaspard van den Bosch
- Vescovo Marius Ambrosius Capello, O.P.
- Arcivescovo Alphonse de Berghes
- Cardinale Sebastiano Antonio Tanara
- Cardinale Gianfrancesco Barbarigo

La successione apostolica è:
- Arcivescovo Ascanio Gonzaga (1722)